# ديفيد إم. ووكر
ديفيد إم. ووكر هو سياسي أمريكي، ولد في 2 أكتوبر 1951 في برمنغهام في الولايات المتحدة. نشط حزبياً في الحزب الجمهوري.